# Tempesta (personaggio)
Tempesta (Storm), il cui vero nome è Ororo Munroe, è un personaggio dei fumetti, creato da Len Wein (testi) e Dave Cockrum (disegni) nel 1975, pubblicato dalla Marvel Comics. È apparsa per la prima volta su Giant-Size X-Men n. 1 (maggio 1975).
È una supereroina mutante (in seguito diventa una dea) che faceva parte degli X-Men e che poi parteggia per i Vendicatori. Tempesta ha il potere di controllare il clima e gli elementi, inoltre possiede un certo potenziale magico ereditato da alcuni suoi antenati.
Dopo la morte del professor X si è data da fare a mantenere l'istituto per i giovani mutanti.
Il sito web IGN ha inserito Tempesta alla 42ª posizione nella classifica dei cento maggiori eroi della storia dei fumetti, dopo Silver Surfer e prima di Martian Manhunter.

## Genesi del personaggio
Gli ideatori della testata X-Men vollero creare una nuova squadra di supereroi con elementi provenienti da paesi diversi in modo che il supergruppo assumesse una valenza internazionale, e così introdussero Colosso (dalla Russia), Wolverine (dal Canada), Nightcrawler (dalla Germania) e altri ancora di differenti etnie e provenienze. Fra di loro (inizialmente) una sola donna: Ororo Munroe, a cui è assegnato il nome in codice Tempesta, proveniente dall'Africa.
La X-dea nasceva dalla combinazione di diversi personaggi, come dichiara Dave Cockrum. Inizialmente doveva chiamarsi "Gatta Nera", antecedente alla comprimaria dell'Uomo Ragno (infatti nei primi numeri Tempesta ha dei lineamenti del viso vagamente felini), poi vollero che diventasse un uomo con il nome di "Typhoon" ma alla fine si optò per il nome "Storm" (in lingua inglese Tempesta, appunto).
Tempesta è stata fra i primi personaggi neri ad apparire in un fumetto di supereroi. Viene preceduta da Gabe Jones (1963), Pantera Nera (1966), Bill Foster (1966), Luke Cage (1972), Misty Knight (1972), Blade (1973) e Abe Brown (1974).

## Biografia del personaggio
Ororo è la figlia di N'Dare, una principessa di una tribù del Kenya, e di David Munroe, un giornalista afroamericano.
Quando i due sposi andarono con Ororo in Egitto durante la crisi di Suez, un aereo da guerra precipitò sulla casa dei Munroe, e la piccola Ororo rimase sepolta viva tra le macerie con la madre. Questo incidente le causò una forte claustrofobia, che si ripercuoterà in futuro in molte battaglie.
Scappata, venne cresciuta da Achmed el-Gibar che la addestrò come ladra e assieme a lui incontrò T'Challa, il futuro re del Wakanda e Pantera Nera. Quando raggiunse la pubertà e il suo potere mutante si manifestò, Ororo si rifugiò nel cuore dell'Africa nera dove, a causa del suo potere di controllo del tempo atmosferico, venne adorata come una dea.
Un giorno venne reclutata come X-woman da Charles Xavier in una nuova squadra per salvare i suoi originali X-Men da Krakoa, l'isola vivente.
I poteri atmosferici di Ororo e la sua capacità di volare si rivelarono fondamentali per il buon esito delle missioni. Inoltre si distingueva per il suo scarso senso del pudore.
Durante il primo conflitto tra gli X-Men e la Covata, una razza di alieni spietata, venne contaminata e si salvò grazie a una balena aliena della razza degli Acanti.
Negli ultimi tempi Ororo creò gli X-treme X-Men, una squadra di X-Men occupata a ritrovare i diari di Irene Adler (meglio nota come Destiny) in cui c'era scritto il destino dell'umanità.
Durante la miniserie Mondi a Parte, in cui viene tradita e attaccata dal Re delle Ombre, si scontra prima con il marito, Pantera Nera poi con il compagno X-Men, Ciclope. Alla fine della miniserie, dopo aver salvato il Wakanda dal Re delle Ombre, il Dio Pantera la "trasforma" in una Dea a tutti gli effetti, amplificando i suoi poteri e donandole l'immortalità.

### Il matrimonio
Ororo rincontra T'Challa durante una missione degli X-Men e dopo decide di sposarsi con lui.
Come prima cosa T'Challa aiuta Ororo a ritrovare la sua famiglia, dopo aver ritrovato la famiglia materna Pantera Nera salva dall'Hydra i nonni paterni e il nipote della sua sposa.
T'Challa invita alle sue nozze gli eroi di tutte e due le fazioni formatosi grazie a Civil War sperando che Capitan America e Iron Man trovino un compromesso.
Dopo che Steve Rogers se ne va, T'Challa fa capire a Stark che gli scontri in seguito dell'Atto di Registrazione non avrebbero trovato posto nel Wakanda.
Il matrimonio avviene alla presenza di molti supereroi, familiari, sudditi e perfino dell'Osservatore in diretta mondiale. I due sposi durante la cerimonia vengono portati nel piano astrale dove Ororo viene messa alla prova dal dio pantera, il protettore del Wakanda.
Ororo supera la prova e si unisce a T'Challa, dopo la festa nuziale i due sovrani ricevono un biglietto-ologramma dal Dottor Destino, monarca di Latveria e noto criminale, che li invita nel suo regno per parlare di Civil War.

### House of M
Durante House of M, Tempesta è la regina del Kenya. Benché durante la guerra umani-mutanti non si schierò continuando a utilizzare i suoi poteri per far diventare l'Africa una potenza mondiale, al termine del conflitto Magneto le permette di mantenere il titolo anche se trova bizzarre le sue posizioni sui diritti dei Sapiens. Corteggiata da Quicksilver, che ne è innamorato, Ororo continua a rimanere l'amante di T'Challa.

### Civil War

Tempesta disegnata da Simone Bianchi

Durante la Guerra civile, T'Challa e Ororo incontrano Namor il Sub-Mariner, il Dottor Destino, Freccia Nera e il Presidente degli Stati Uniti, tutti interessati a sapere come si schiererà il Wakanda.
Dopo la morte di Bill Foster, Ororo e suo marito aiutano i ribelli di Cap.
Tempesta difenderà l'ambasciata wakandiana dall'assalto del clone di Thor, creato da Reed Richards e Tony Stark.
Alla fine della guerra, i due trovano ospitalità nel quartier generale dei Fantastici Quattro, dove accettano di sostituire Reed e Sue Richards per un breve periodo di tempo. Con la Cosa e la Torcia Umana affrontano mille pericoli ed avventure, tra cui Galactus, gli Skrull e i Marvel Zombi.
Tempesta si riunisce agli X-Men durante l'evento Messiah Complex.

### World War Hulk
Tempesta assieme al marito e ai Fantastici Quattro cerca di fermare Hulk che vuole sconfiggere Reed Richards: in un primo momento grazie ai suoi attacchi e a quelli della Torcia Umana riescono a rallentarlo ma poi cedono, soccombendo e venendo fatti prigionieri.

## Vita sentimentale
Tra gli X-Men, Tempesta è stata una di quelli che hanno avuto il maggior numero di relazioni sentimentali.
Per un lungo periodo è stata sentimentalmente legata a Forge: egli le aveva anche chiesto di sposarlo, ma prima che lei potesse rispondere di sì, lui se ne andò, ancor prima di ricevere una risposta.
Quando era stata trasformata in una bambina, Tempesta strinse un forte legame con Gambit.
Ha avuto moltissimi flirt con diversi altri X-Men: con Alfiere, con Nightcrawler e con Wolverine; con quest'ultimo è rimasta sempre molto legata e vi sono stati anche alcuni ritorni di fiamma. Sospetti vi sono inoltre di un suo coinvolgimento con Yukio e Callisto.
Ultimamente si è legata anche al supereroe africano Pantera Nera, con cui si è sposata e per il quale ha lasciato gli X-Men per un certo periodo, finendo però poi col divorziare.
Tempesta ha sempre considerato e amato Jean Grey come una sorella, invece ha avuto in più di una occasione rapporti tesi con il marito di Jean, Scott Summers, il leader primario degli X-Men, che comunque Tempesta stima e rispetta enormemente.

## Poteri e abilità

Tempesta, disegni di Salvador Larroca.

Secondo alcuni narratori dei fumetti X-Men Tempesta è una mutante di Livello Alfa, potenzialmente in grado, con il passare degli anni, di evolversi e divenire un mutante di Livello Omega, il massimo livello raggiungibile. Come rivela il nome stesso, Tempesta è in grado di controllare e far manifestare gli agenti atmosferici, sia terrestri (il radunarsi delle nubi, l'umidità atmosferica, i fenomeni temporaleschi, ecc.) che extraterrestri, in particolare utilizza spesso i venti, sia quelli caldi (grazie ai quali è in grado di librarsi in volo, raggiungendo velocità notevoli) che quelli freddi; durante i combattimenti sua arma caratteristica sono i fulmini scagliati contro gli avversari; inoltre può controllare i campi magnetici terrestri e non, e anche campi di forza, probabilmente costituiti da energia cosmica, usati come scudo dagli attacchi nemici, in certe occasioni è persino riuscita a manipolare le tempeste solari.
In certe occasioni Tempesta è stata in grado di controllare gli ecosistemi terrestri ed extraterrestri. Ha dimostrato poi un eccellente controllo sulla pressione atmosferica e la capacità di generare particolari fenomeni elettromagnetici atmosferici.
Può accelerare e far ruotare a velocità elevatissime l'aria che la circonda, in modo da utilizzarla per sollevare oggetti di notevole grandezza e peso; oppure semplicemente generare veri e propri tornado e cicloni tropicali di proporzioni gigantesche; è in grado di condensare le molecole d'acqua presenti nell'aria per creare nebbia che utilizza per fornire copertura a se stessa o il resto del suo team, oppure generare nubi attraverso le quali può evocare delle idrometeore, sia solide (come la grandine, che può rivelarsi a volte più efficace di un proiettile; o la neve, che può rendere abbastanza fredda da riuscire a congelare gli avversari) che liquide (come creare delle precipitazioni a quote superiori o inferiori rispetto al normale, utili per cancellare tracce oppure per combattere avversari vulnerabili all'acqua, anche se, addirittura, la si è vista utilizzare i propri poteri per annaffiare dei vasi di piante di cui si prendeva cura).
Tempesta è in grado di sollecitare e far entrare in collisione gli elettroni negativi e positivi presenti nelle nubi per richiamare a sé fulmini la cui temperatura è di oltre 5000 °C; oppure evocare - tramite mezzi sconosciuti - elettricità all'interno del suo corpo che poi espelle dalle mani utilizzata per il controllo della tecnologia; oppure trasformare gli inquinanti atmosferici in piogge acide o nebbia tossica. Ororo ha anche utilizzato il proprio potere per velocizzare le particelle atomiche, tanto da farle surriscaldare e prendere fuoco in modo da creare attorno al suo corpo la sorprendente immagine di una fenice di colore blu, simile a quella di Jean Gray o Rachel Summers (fatto avvenuto però solo nell'unica occasione in cui ha ospitato l'entità cosmica della Fenice).
Tempesta ha dimostrato anche la capacità di controllare alcune forze naturali a livello planetario o extraterrestre che includono le tempeste cosmiche, il vento solare, le correnti oceaniche e il campo elettromagnetico. Nello spazio esterno, è in grado di influenzare e manipolare i medium interstellare e intergalattico. Può anche alterare la sua percezione visiva in modo da vedere l'universo in termini di modelli di energia, che rilevano il flusso di energia cinetica, termica ed elettromagnetica alla base di fenomeni meteorologici e può impiegare questa energia a sua utilità. È anche in grado di riconoscere con precisione la sua posizione geografica attraverso le interpretazioni di questi modelli.
Infine, Tempesta possiede notevoli poteri di termocinesi che le permettono di controllare la temperatura dell'ambiente circostante, rendendolo un ambiente glaciale oppure rendendolo secco e rovente. Nonostante i suoi poteri apparentemente non abbiano limiti, Tempesta non può cambiare drasticamente il clima in una determinata zona: pertanto non potrebbe rendere umido e piovoso il deserto, oppure far piombare la siccità in una foresta equatoriale, se non per un periodo molto limitato di tempo; rendere permanenti questi cambiamenti muterebbe l'intero ecosistema mondiale. Alcune volte, però, Tempesta è stata costretta, a discapito delle proprie forze, ad attuare alcune misure del genere, creando ad esempio un ciclone tropicale di proporzioni leggendarie in Africa, in modo da creare una specie di "portale", in quanto è stata in grado di catapultarsi dall'altra parte del mondo passandovi attraverso. In questa occasione, però, l'intero Pianeta ha subito le ripercussioni del gesto ed ovunque si sono manifestati maltempo e fenomeni disastrosi.
Grazie ai suoi poteri, inoltre, Tempesta è intimamente legata al pianeta Terra: spesso capita che il suo umore influenzi il tempo meteorologico (cosa che si nota più spesso quando, adirata, richiama involontariamente minacciose nubi temporalesche). Ha anche dimostrato di saper procurare dolore comprimendo l'aria nei canali uditivi dei suoi avversari o eliminare ossigeno dai polmoni di essi e di respirare sott'acqua scindendo l'acqua stessa in idrogeno e ossigeno tramite elettrolisi. In momenti di forti stress fisici o psichici Tempesta ha scatenato in maniera violenta i suoi incredibili poteri: una volta, sotto l'effetto di un mostro ingannatore, stava per far scomparire l'intero continente Africano.
È stato anche mostrato come Tempesta abbia un potenziale che le consente l'uso della magia naturale e della stregoneria e possa usarla (sebbene non alla perfezione) in molti modi. È stato narrato di come molti dei suoi antenati erano maghi e sacerdotesse. Per qualche ragione sconosciuta, fin dagli albori di Atlantide, questa linea di donne africane ha caratteristiche distintive: capelli bianchi, occhi azzurri e notevole potenziale magico.
Tempesta si è scontrata in più occasioni con Thor, il dio del tuono, tenendogli degnamente testa, dimostrando un livello di potere estremamente elevato. Inoltre Tempesta è stata in grado di sollevare Mjolnir, il martello di Thor, dimostrando di esserne degna. Quando utilizza i suoi poteri, gli occhi di Storm diventano di luce bianca con l'emissione d'energia somigliante a piccoli fulmini sui lati del volto. Tempesta ha mostrato in più occasioni di essere un ottimo leader del gruppo degli X-Men, ruolo che ha ricoperto anche quando perse temporaneamente i suoi poteri.
Uno dei punti deboli di Tempesta sin da bambina è invece sempre stata la sua claustrofobia.

## Altre versioni

### Era di Apocalisse
Nella realtà infernale conosciuta come Era di Apocalisse, Tempesta è un membro degli X-Men, ma più duro e ribelle ed ha una cotta per Quicksilver. Il suo aspetto si differenzia dall'originale per il fatto che ha un lampo nero tatuato sul suo occhio sinistro e un taglio di capelli diverso.

Ultimate Tempesta. Disegni di Tom Raney.

### Exiles
Diverse versioni di Tempesta appaiono nella serie Exiles:
- Una delle versioni più importanti di Tempesta è una versione sedicenne di Ororo Munroe membro di Weapon X.
- Un'altra versione di Tempesta, molto simile all'originale, viene uccisa da Fenice manifestata da Jean Grey in un mondo molto simile alla Saga di Fenice Nera.

### Terra X
In un mondo alternativo contemporaneo, la serie Terra X (iniziata nel 1999 da Jim Krueger), Tempesta è conosciuta come Blackbeard, uno scoiattolo spammone, ed è sposato con John Biancale.

### Ultimate
Nell'universo Ultimate, Tempesta non ha il retaggio da "dea" dell'universo classico. È una ragazzina che viene recuperata in una prigione dal professor Xavier.
Fin dai primi albi della serie Ultimate X-Men ha una relazione con la Bestia, che sembra entrare in crisi quando il ragazzo viene trasformato in una creatura pelosa da Weapon X. Superata questa prima crisi, i due litigano, quando la Bestia crede che Tempesta si sia innamorata di Angelo e lascia la scuola.
Prima che i due possano fare pace, Bestia viene ucciso. Dopo la morte del ragazzo, Ororo mostra un interessamento per Wolverine. Nella saga Sentinelle si scopre che Bestia è ancora vivo e alla fine Tempesta (all'inizio un po' scossa e incredula) e Hank, dopo essersi ritrovati, si baciano.
Alla fine della serie Ultimate X-Men durante il crossover Ultimatum è una delle poche mutanti che sopravvive all'inondazione di New York da parte di Magneto. Al termine però durante l'assassinio di Ciclope viene presa in ostaggio dal governo e rinchiusa in una struttura governativa atta a studiare una cura contro il gene mutante.

### Amalgam
In Marvel vs DC Ororo affronta Wonder Woman, con la quale viene fusa, nell'universo Amalgam, creando Amazzone: adottata dalla madre di Diana, Ippolita, dopo un naufragio, viene cresciuta sull'isola di Themyscira dove viene eletta come ambasciatrice da mandare nel "mondo degli uomini".

## Altri media

### Televisione
Tempesta è apparsa in tutte le serie animate dedicate al supergruppo:
- L'audacia degli X-Men (pilot)
- Insuperabili X-Men
- X-Men: Evolution
- Wolverine e gli X-Men
- X-Men '97

Tempesta è apparsa anche in:
- L'Uomo Ragno e i suoi fantastici amici
- Spider-Man - L'Uomo Ragno
- Super Hero Squad Show
- Black Panther
- Disk Wars: Avengers
- Tempesta appare nella terza e ultima stagione della prima serie animata dell'MCU What If...? (2021). In questa versione del personaggio è una mutante divenuta una dea del tuono, degna di sollevare e utilizzare il martello di Thor, il Mjolnir. Inizialmente membro di una squadra di Guardiani del Multiverso guidata da Captain Carter, acquisisce in seguito i poteri da Uatu l'Osservatore diventando ella stessa un Osservatore del Multiverso, insieme alle sue compagne Kahhori e Byrdie la papera.

### Cinema

Tempesta interpretata da Halle Berry nel film X-Men - Conflitto finale.

Tempesta compare nella saga cinematografica degli X-Men interpretata dall'attrice premio Oscar Halle Berry da adulta e, in versioni più giovani, da April Elleston Enahoro e Alexandra Shipp. Il personaggio compare in:
- X-Men (2000)[5]
- X-Men 2 (X2, 2003)[6]
- X-Men - Conflitto finale (X-Men: The Last Stand, 2006)[6]
- X-Men le origini - Wolverine (X-Men Origins: Wolverine, 2009)[7]
- X-Men - Giorni di un futuro passato (X-Men: Days of Future Past, 2014)[6]
- X-Men - Apocalisse (X-Men: Apocalypse, 2016)[8]
- Deadpool 2 (2018)
- X-Men: Dark Phoenix (Dark Phoenix, 2019)[9]

In Deadpool & Wolverine (2024): una variante di Tempesta della Terra-TRN1400 non appare fisicamente, ma la sua morte viene solo menzionata da Wolverine.

#### Animazione
Tempesta viene menzionata nel film animato Next Avengers - Gli eroi di domani dove appare suo figlio Azari, avuto col marito Pantera Nera.

### Videogiochi
Tempesta è apparsa in:
- X-Men: Madness in Murderworld
- X-Men II: The Fall of the Mutants
- X-Men
- X-Men: Mutant Apocalypse
- X-Men: Children of the Atom
- X-Men
- X-Men: Gamesmaster's Legacy
- Marvel Super Heroes
- X-Men vs. Street Fighter
- Marvel Super Heroes vs. Street Fighter
- X-Men: The Ravages of Apocalypse
- Marvel vs. Capcom: Clash of Super Heroes
- Marvel vs. Capcom 2: New Age of Heroes
- X-Men: Mutant Wars
- X-Men: Mutant Academy
- X-Men: Mutant Academy 2
- X-Men: Il regno di Apocalisse
- X-Men: Next Dimension
- X-Men 2: Battle
- X-Men Legends
- X-Men Legends II: L'Era di Apocalisse
- Marvel Nemesis: L'Ascesa degli Esseri Imperfetti
- X-Men: Mutant Reign
- Marvel: La Grande Alleanza
- X-Men: The Last Stand - Mind Maze
- Spider-Man: Il regno delle ombre
- LittleBigPlanet
- Marvel: La Grande Alleanza 2
- Marvel Super Hero Squad
- Marvel vs. Capcom 3: Fate of Two Worlds
- Marvel vs. Capcom Origins
- Marvel: Avengers Alliance
- Marvel Avengers: Battle for Earth
- LEGO Marvel Super Heroes
- Marvel Puzzle Quest
- Marvel Heroes
- The Amazing Spider-Man 2
- Marvel: Sfida dei campioni
- Marvel Future Fight
- MARVEL World of Heroes
- Marvel Strike Force
- Marvel Super War
- Marvel: La Grande Alleanza 3: L'Ordine Nero
- Marvel Realm of Champions
- Marvel Duel
- Marvel Future Revolution
- Marvel Rivals

## Curiosità
La ninja Huntara, che appare in un episodio di She-Ra, la principessa del potere, è ispirata a Tempesta quando aveva il look da punk.

## Premi
Nel 2007 ha vinto il Glyph Comics Award, come ''Personaggio preferito dai fan''. Tempesta è stata inserita nella lista dei più grandi personaggi dei fumetti di tutti i tempi, stilata da Wizard, all'89º posto. Anche il sito web IGN ha stilato una lista dei più grandi eroi dei fumetti di tutti i tempi, e l'ha inserita al 42º posto: "I fan hanno visto Tempesta come un ladro, un X-Men, un combattente, e persino una regina. Dopo tutto questo, rimane uno degli eroi mutanti preferiti e più facilmente riconoscibili." Marvel.com ha classificato Tempesta come il terzo più grande membro degli X-Men, oltre ad inserirla nella lista delle eroine più forti della storia dei fumetti e uno degli eroi neri più forti non solo nella storia degli X-Men, ma in tutti i fumetti.